# Суня (річка)
Суня (хорв. Sunja) — річка в Хорватії, права притока Сави.

## Опис
Довжина — 69 км, площа басейну — 462 км². Витікає з пагорбів масиву Зринська Гора за 20 км на захід від міста Костайниця.
Спершу тече на північний схід, далі на південний схід, біля селища Маюр за 2 км на північ від м. Костайниця знову повертає на північний схід. У селищі Суня Сисацько-Мославинської жупанії повертає на схід, за селищем протікає через Лонське поле. Впадає у Саву біля села Пуска.